# Erreur de construction
Erreur de Construction est une pièce de théâtre en un acte écrite par le dramaturge Jean-Luc Lagarce en 1977. Il s'agit de sa première pièce, écrite alors qu'il avait 20 ans. Elle a été créée en 1977 dans une mise en scène de Jean-Luc Lagarce avec sa compagnie le Théâtre de la Roulotte. Elle est marquante de l'influence de Jean-Luc Lagarce par Eugène Ionesco.

## Personnage
- Mme Louise Sheurer
- Mme Sophie Notior
- Mr Auguste Herute
- Mme Eda Tristesse
- L'Homme en uniforme[4]

## Argument
Cette pièce se déroule dans l'appartement de Louise Sheurer. C'est de là que les personnages assistent à la Révolution qui détruit le monde alentour, et qu'ils la racontent aux spectateurs.
Au début de la pièce, Mmes Louise Sheurer et Sophie Notior disent des banalités sur leur vie et leur famille. C'est alors qu'entre Mr Auguste Herute, alors qu'elles attendent Eda Tristesse. Il raconte aussi des banalités sur ses ancêtres. Ensuite, les personnages vont régulièrement décliner les avancées de la Révolution, à travers les promotions hiérarchiques des gardiens de l'immeuble et du fils d'Eda Tristesse, les différentes morts de cette dernière, les douches que prennent les personnages, et les pénuries de vivres et d'eau dans l'appartement.
Entre  ensuite l'homme en uniforme, qui, pour les habitants de l'appartement, représente les autorités. Il sort après avoir demandé si les personnages connaissent Eda Tristesse.
Les personnages recommencent alors à donner des informations sur les avancées de la Révolution jusqu'au retour de l'homme en uniforme. Celui-ci annonce aux personnages que l'appartement est réquisitionné pour loger les gardiens de l'immeuble.
Les personnages louent la propreté et le calme des gardiens qui habitent désormais dans l'immeuble. Aux nouvelles sur la révolution qu'ils annoncent s'ajoutent des informations sur l'état et les promotions des gardiens.
Mr Auguste Herute va alors décider de rentrer chez lui, ce qu'il ne pouvait pas faire avant à cause de la Révolution. Mme Louise Sheurer recommence à dire les banalités sur sa famille qu'elle disait au début. Mme Sophie Notior la coupe pour dire que « Tout ceci n'est que fiction. Évidemment ». C'est sur ces mots que s'achève la pièce.
En dehors de l'action, le texte se centre sur le langage et la réitération à outrance des mécanismes de la parole.

## Mises en scène
- 1977 : mise en scène Jean-Luc Lagarce
- 2004 : mise en scène Gaël Guillet, Clermond-Ferrand[7]

- 2015 : mise en espace Joël Dragutin, Théâtre 95[8]